# Alan Letang
Alan Letang (* 4. September 1975 in Renfrew, Ontario) ist ein ehemaliger kanadischer Eishockeyspieler mit kroatischer Staatsbürgerschaft, der über viele Jahre in verschiedenen europäischen und nordamerikanischen Ligen aktiv war und zuletzt für den KHL Medveščak Zagreb spielte. Seit 2016 ist er Assistenztrainer bei Owen Sound Attack.

## Karriere
Alan Letang begann seine Karriere als Eishockeyspieler in der kanadischen Juniorenliga Ontario Hockey League, in der er von 1991 bis 1995 für die Cornwall Royals, Newmarket Royals und Sarnia Sting aktiv war. In diesem Zeitraum wurde er im NHL Entry Draft 1993 in der achten Runde als insgesamt 203. Spieler von den Montréal Canadiens ausgewählt, für die er allerdings nie spielte. Stattdessen lief der Verteidiger von 1995 bis 1997 für deren Farmteam aus der American Hockey League, die Fredericton Canadiens, auf. Daraufhin ging er erstmals nach Europa, wo er in der Saison 1997/98 bei den Kaufbeurer Adlern und den Augsburger Panthern in der Deutschen Eishockey Liga, sowie dem SC Langnau in der Schweizer Nationalliga B unter Vertrag stand. 
Im Sommer 1998 kehrte Letang nach Nordamerika zurück, wo er die folgenden zwei Spielzeiten bei den Michigan K-Wings aus der International Hockey League verbrachte, wobei er die Saison 1998/99 beim EV Zug in der Schweizer Nationalliga A beendete. In der folgenden Spielzeit kam der Linksschütze zu seinem Debüt in der National Hockey League für die Dallas Stars, die ihn am 22. März 1999 als Free Agent verpflichtet hatten. 
Während der Saison 2000/01 spielte der Kanadier für die Utah Grizzlies in der IHL. Nach einem Jahr bei den Calgary Flames in der NHL und deren AHL-Farmteam Saint John Flames war er zwei Spieljahre lang für die New York Islanders in der NHL, sowie deren Farmteam aus der AHL, die Bridgeport Sound Tigers aktiv. In der NHL konnte er sich allerdings nie durchsetzen, so dass er in insgesamt 14 Spielen punktlos blieb. 
Am 27. Mai 2004 wurde Letang, der zu diesem Zeitpunkt vertragslos war, von den Hamburg Freezers aus der DEL verpflichtet, in die er nach sechs Jahren zurückkehrte. Für die Norddeutschen spielte er insgesamt drei Jahre, ehe er die Saison 2007/08 bei deren Ligarivalen Nürnberg Ice Tigers verbrachte. Zur Saison 2008/09 wechselte der Kanadier zum HC Innsbruck in die Österreichische Eishockey-Liga. Als dieser sich am Saisonende aus finanziellen Gründen aus der Liga zurückzog, schloss er sich dem kroatischen Verein KHL Medveščak Zagreb an, der den Platz von Innsbruck in der höchsten Spielklasse Österreichs einnahm und dessen Mannschaftskapitän er sogleich wurde. In seinem ersten Jahr in Zagreb wurde er als rechter Verteidiger in das All-Star-Team der Liga gewählt. Seit 2013 spielt er mit dem Team aus der kroatischen Hauptstadt in der Kontinentalen Hockey-Liga. Daneben nahm er auch mehrfach mit der zweiten Mannschaft von Medveščak  an den Playoff-Spielen um die kroatische Landesmeisterschaft teil und wurde so 2013 und 2014 kroatischer Meister.

### International
Nachdem Letang für die kroatische Auswahl bereits bei der Weltmeisterschaft 2013 in der Division II als General Manager fungierte, stand er ein Jahr später – er war zwischenzeitlich eingebürgert worden – für das Balkanland in der Division I auf dem Eis. Seine Erfahrung und seine immer noch vorhandene Leistungsstärke, er wurde als bester Verteidiger des Turniers ausgezeichnet, trugen dazu bei, dass die Kroaten nicht nur die Klasse hielten, sondern als Aufsteiger auf Anhieb den zweiten Platz hinter Polen belegte.

## Erfolge und Auszeichnungen
- 1998 Spengler-Cup-Gewinn mit dem Team Canada
- 2010 All-Star-Team der Österreichischen Eishockeyliga
- 2013 Kroatischer Meister mit dem KHL Medveščak Zagreb
- 2014 Bester Verteidiger bei der Weltmeisterschaft der Division I, Gruppe B
- 2014 Kroatischer Meister mit dem KHL Medveščak Zagreb

## Statistik
Stand: Ende der Saison 2013/14